# Przemęczany
Przemęczany – wieś w Polsce położona w województwie małopolskim, w powiecie proszowickim, w gminie Radziemice.
Wieś duchowna Przymęczany, własność Opactwa Benedyktynek w Staniątkach położona była w drugiej połowie XVI wieku w powiecie proszowskim województwa krakowskiego. W latach 1975–1998 miejscowość administracyjnie należała do województwa krakowskiego.

Integralne części miejscowości: Łopatka, Podgórz.